# Masters de Miami 1999

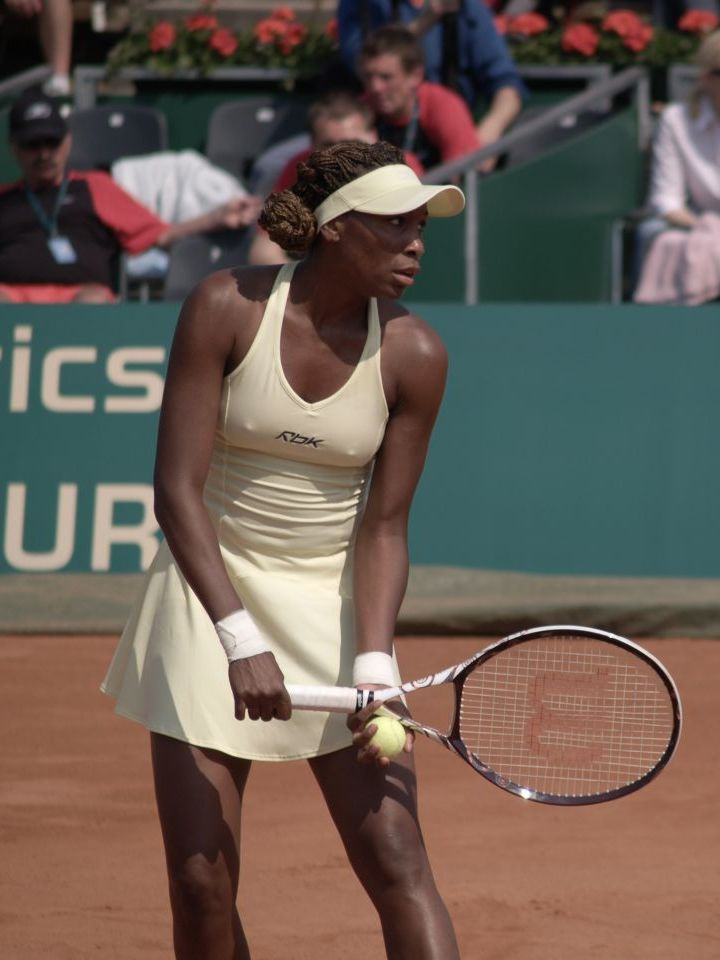
Venus Williams

El Abierto de Miami 1999 (también conocido como 1999 Ericsson Open por razones de patrocinio) fue un torneo de tenis jugado sobre pista dura. Fue la edición número 15 de este torneo. El torneo masculino formó parte de los Super 9 en la ATP. Se celebró entre el 15 de marzo y el 29 de marzo de 1999.

## Campeones

### Individuales Masculino
Richard Krajicek vence a  Sébastien Grosjean, 4–6, 6–1, 6–2, 7–5

### Individuales Femenino
Venus Williams vence a  Serena Williams, 6–1, 4–6, 6–4

### Dobles Masculino
Wayne Black /  Sandon Stolle vencen a  Boris Becker /  Jan-Michael Gambill, 6–1, 6–1

### Dobles Femenino
Martina Hingis /  Jana Novotná vencen a  Mary Joe Fernández /  Monica Seles, 0–6, 6–4, 7–6(7–1)
| Predecesor: Miami 1998 | Masters de Miami 1999 | Sucesor: Miami 2000 |